# Josefa Ortiz de Domínguez (Sonora)
Josefa Ortiz de Domínguez es una ranchería del municipio de Caborca ubicada en el noroeste del estado mexicano de Sonora, en la zona del desierto de Sonora. Según los datos del Censo de Población y Vivienda realizado en 2020 por el Instituto Nacional de Estadística y Geografía (INEGI), Josefa Ortiz de Domínguez tiene un total de 269 habitantes. Fue fundada por resolución presidencial como un ejido el 8 de mayo de 1969.

## Geografía
Josefa Ortiz de Domínguez se sitúa en las coordenadas geográficas 30°35'27" de latitud norte y 112°24'41" de longitud oeste del meridiano de Greenwich, a una elevación de 190 metros sobre el nivel del mar.